# 상근
상근(常勤) 또는 풀타임(full-time)은 매일 일정한 시간을 근무하는 것을 말한다. 일반적으로 정규직이 이에 해당하는 경우가 많다.

## 같이 보기
- 8시간 노동제
- 고용
- 임노동